# Fredrik Ådén
Fredrik Karl Johan Ådén, född 28 augusti 1983, är en svensk före detta barnskådespelare.
Han är bror till barnskådespelaren Christina Ådén och är med och sjunger sången "De hjältemodiga" på soundtracket till filmen Kalle Blomkvist – Mästerdetektiven lever farligt (1996).

## Filmografi
- 1991 – Sista vinden från Kap Horn - Fredrik
- 1992 – Ro ro till Fiskeskär - sonen
- 1993 – Kådisbellan - klasskamrat
- 1993 – Mannen på balkongen - Erik
- 1995 – Vita lögner - Martin Hagmann (Palles och Ingrids son)
- 1997 – Sanning eller konsekvens - Emil
- 1997 – Örnens öga - Aske